# Alexander Young (ténor)
Pour les articles homonymes, voir Alexander Young.
Ne pas confondre avec le footballeur écossais, Alex Young.
Alexander Young (Londres, 18 octobre 1920 – Macclesfield, 5 mars 2000) est un ténor britannique. Ses qualités artistiques en font un des ténors lyriques les plus appréciés de l'Angleterre d'après-guerre.

## Biographie

### Formation
Il étudie le chant à la Guildhall School of Music and Drama de Londres. Au cours de son service militaire de 1939 à 1945, il travaille brièvement à Naples avec un professeur italien. Il est ensuite accepté comme étudiant au Royal College of Music avec Steffan Pollmann. Grâce à une bourse, il suit un cours de perfectionnement à Vienne en 1948.

### Rôles
Alexander Young débute comme choriste à l'opéra de Glyndebourne, où il chante son premier rôle, Scaramuccio dans Ariane à Naxos de Richard Strauss en 1950. Il reprend ce même rôle la même année, au Festival d'Édimbourg, sous la direction de Thomas Beecham.
De 1955 à 1970, il chante régulièrement au Royal Opera House à Covent Garden où il débute en remplaçant Peter Pears dans La Fiancée vendue sous la direction de Rafael Kubelík, ainsi qu'au Sadler's Wells Opéra. Son grand répertoire va de Claudio Monteverdi à Hans Werner Henze, de Georg Friedrich Haendel à Igor Stravinsky, tandis que Wolfgang Amadeus Mozart et Gioachino Rossini y ont une place de choix. À Covent Garden, il est particulièrement remarqué dans les rôles de Matteo (Arabella de Richard Strauss) et de Lysandre dans Le Songe d'une nuit d'été (opéra) de Benjamin Britten, tous deux sous la direction de Georg Solti.
Il crée pour la BBC en 1953, le rôle de Charles Darnay dans Romantic Melodrama in six scenes d'Arthur Benjamin, d'après Le Conte de deux cités de Charles Dickens, ainsi que celui de Philippe dans A Dinner Engagement de Lennox Berkeley (1954, Aldeburgh) et celui de Poprichin dans The Diary of a Madman de Humphrey Searle (1960, Sadler's Wells) ainsi que celui de Dionysus dans The Bassarids de Hans Werner Henze (1968, BBC).
Au Sadler's Wells Opera, il chante Rossini : Le Comte Ory, où il se montre un acteur comique d'exception, ainsi qu'Almaviva dans Le Barbier de Séville, l’Orphée et Eurydice de Christoph Willibald Gluck ainsi que l'Orfeo de Claudio Monteverdi, Belmonte dans L'Enlèvement au Sérail de Mozart, Jupiter et Serse de Haendel.
Avec l’Opéra national du pays de Galles et le Scottish Opera, il crée le rôle de Cicéron dans The Catiline Conspiracy d'Iain Hamilton (1974, Stirling).
Son rôle le plus célèbre reste sans doute, celui de Tom Rakewell dans The Rake's Progress d'Igor Stravinsky, dont il assure la création en Angleterre, avec une production en studio de la BBC qui font de ses qualités artistiques un des ténors lyriques les plus appréciés. Ses interprétations d'oratorios étaient également appréciées, ainsi que ses récitals de lieder. En 1964, il est spécifiquement choisi par Stravinsky pour enregistrer le rôle-titre du Rake's Progress.
Après sa retraite, de 1973 à 1986, il est chef de l'école d'études vocales au Royal Northern College of Music à Manchester, où en 1977, il fonde le Jubilate Choir.

## Discographie
- Gluck, Alceste : Kirsten Flagstad, Raoul Jobin, Alexander Young, the Geraint Jones Singers and Orchestra / Geraint Jones. CD / Profil
- Gilbert et Sullivan, Patience : Trevor Anthony, Alexander Young, Glyndebourne Festival Chorus, Pro Arte Orchestra, dir. Malcolm Sargent (EMI)
- Wagner, Das Liebesverbot : Raimund Herincx, Alexander Young, April Cantelo, BBC Northern SO & Singers, dir. Edward Downes (Ponto)
- Haydn, The Creation (chanté en anglais), Missa in tempore belli : Heather Harper, Robert Tear, John Shirley-Quirk, Pamela Bowden, Alexander Young, English Chamber Orchestra, Choir of King’s College, dir. David Willcocks (EMI)
- Haendel, Messiah : Margaret Price, Yvonne Minton, Alexander Young, Justino Diaz, Amor Artis Chorale, English Chamber Orchestra, dir.Johannes, Somary (2CD Vanguard)
- Haendel, Solomon, Love in Bath : John Cameron, Elsie Morison, Alexander Young, Lois Marshall, Beecham Choral Society, Royal Philharmonic Orchestra, dir. Thomas Beecham (2CD EMI)
- Mozart, Requiem : Elsie Morison, Monica Sinclair, Alexander Young, Marian Nowakoski, The BBC Choir, dir. Thomas Beecham (Sony)
- Haendel, Solomon : John Cameron, Alexander Young, Elsie Morison, The Beecham Choral Society, Chorus Master: Denis Vaughan, Royal Philharmonic Orchestra, dir. Thomas Beecham
- Haydn, Les Saisons : Elsie Morison, Alexander Young, Michael Langdon, Beecham Choral Society, dir. Thomas Beecham (2CD Somm)
- Verdi, Requiem : Martina Arroyo, Carol Smith, Alexander Young, Martti Talvela, NOS Chorus, Residentie Orkest, The Hague / Willem van Otterloo (Claves)

## Source
- (en) Harold Rosenthal et Alan Blyth, « Young [Youngs], (Basil) Alexander », dans Stanley Sadie (éd.), The New Grove Dictionary of Music and Musicians, Londres, Macmillan, seconde édition, 29 vols. 2001, 25 000 p. (ISBN 9780195170672, lire en ligne)